# Mykolas Alekna
Mykolas Alekna (28 de setembro de 2002) é uma atleta lituano especialista no lançamento de disco. Campeão mundial sub-20, campeão europeu e medalhista em Mundiais, ele é o atual recordista mundial da modalidade. Mykolas é filho do bicampeão olímpico do lançamento de disco, Virgilijus Alekna.
Surgiu na cena internacional em julho de 2022 quando ganhou a medalha de prata no Campeonato Mundial de Atletismo daquele ano, em Eugene, tornando-se, aos 19 anos, o mais jovem medalhista desta prova em Mundiais. Menos de um mês depois, conquistou o ouro no Campeonato Europeu de Atletismo, em Munique, o primeiro adolescente a conquistar uma medalha – e de ouro – no disco deste torneio, derrotando todos os medalhistas olímpicos de Tóquio 2020.
Em abril de 2023, em Berkeley, Califórnia, ele se tornou o mais jovem atleta da história a lançar o disco a mais de 70 metros – 71,00 m – novo recorde europeu sub-23. No mesmo ano, ficou com a medalha de bronze no Campeonato Mundial de Atletismo de 2023 em Budapeste, Hungria.
Em abril de 2024, em Ramona, Oklahoma, EUA, estabeleceu nova marca mundial para o lançamento de disco – 74,35 m – quebrando a marca do alemão-oriental Jurgen Schult – 74,08 m – que perdurava desde 1986, dezesseis anos antes dele nascer, e era então o mais antigo recorde mundial do atletismo masculino.
No início de 2024, Mykolas e seu pai Virgilijus eram, respectivamente, recordista mundial e recordista olímpico do lançamento de disco. Em Paris 2024 ele chegou a quebrar o recorde olímpico do pai, lançando a 69,97 m, mas acabou superado pelo campeão olímpico de Paris Rojé Stona, da Jamaica, com a marca cravada de 70,00 m. Na época, a família tinha então dois dos três melhores lançamentos da história desta modalidade.
Em 2025, também em Ramona e na mesma competição do primeiro recorde, a Oklahoma Throws Series World Invitational, ele aumentou novamente sua marca com um lançamento final de 75,56 m – já tinha quebrado novamente o recorde num lançamento anterior da mesma série com 74,78 m – estabelecendo um segundo recorde mundial para a prova.